# Bugstoßwelle

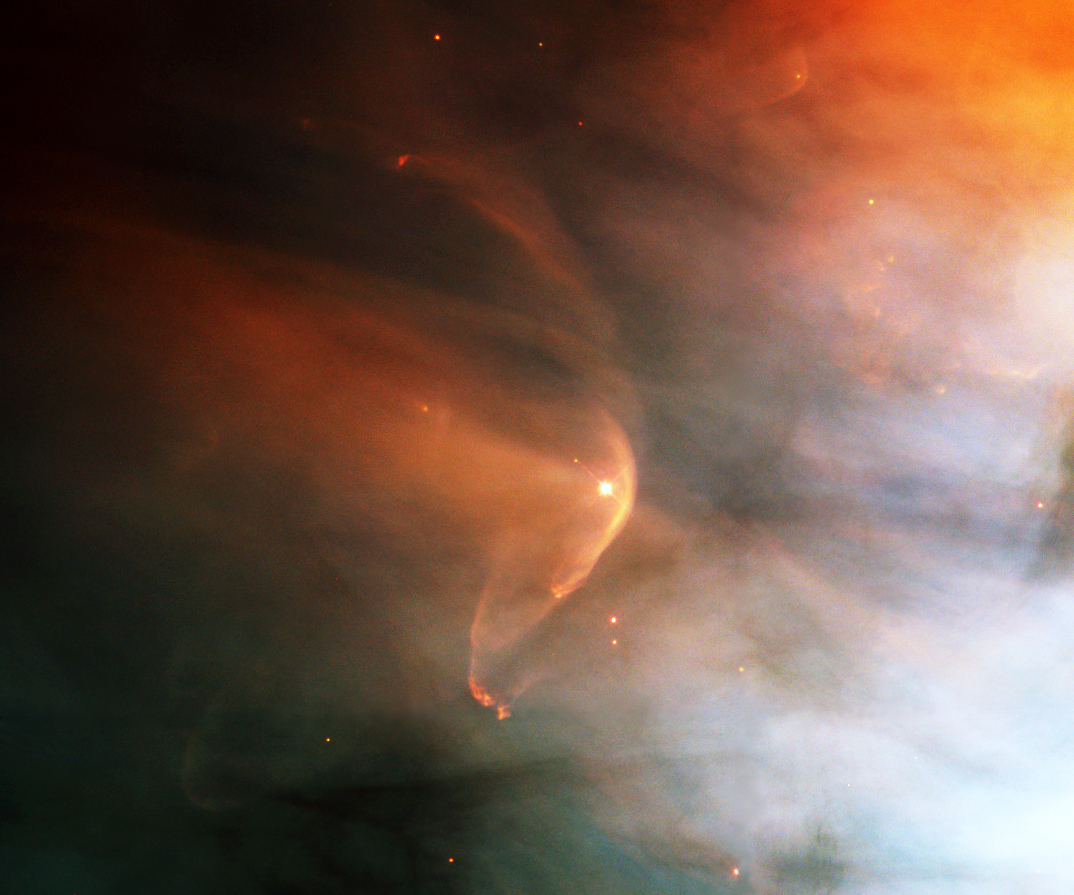
Bugstoßwelle mit circa einem halben Lichtjahr Durchmesser innerhalb der vergleichsweise dichten interstellaren Materie des Orionnebels, hervorgerufen durch die Kollision mit dem Sternwind des Sterns LL Orionis

Als Bugstoßwelle (auch Bugschock, englisch bow shock) wird in der Astronomie die bogenförmige Stoßfront bezeichnet, die entsteht, wenn ein Plasmastrom auf ein astronomisches Objekt („Hindernis“) trifft und dabei von Über- auf Unterschallgeschwindigkeit abgebremst wird. Das Plasma wird dabei verdichtet und aufgeheizt. Es handelt sich dabei um ein astronomisches Phänomen, entfernt vergleichbar mit dem Überschallknall in der Luftfahrt.
Bei Planeten mit eigenem Magnetfeld geschieht dies an der Grenze, an der die Geschwindigkeit des Sternwinds infolge seiner Annäherung an die Magnetopause abrupt abnimmt. Bei Sternen mit Bugstoßwelle ist diese Grenze typischerweise der Rand der Astrosphäre, wo der Sternwind auf das interstellare Medium trifft.
Entgegen früheren Annahmen gibt es am Sonnensystem, der Heliopause vorgelagert, vermutlich keine Bugstoßwelle, da die Relativgeschwindigkeit der Sonne gegenüber dem umgebenden interstellaren Medium subsonisch ist.
Wenn ein Plasmastrom hingegen mit Unterschallgeschwindigkeit auf ein Hindernis trifft, kann nur eine Bugwelle auftreten – das Plasma wird dann lediglich gestaut und seitlich abgelenkt.

## Beispiele
Eine Bugstoßwelle kann z. B. entstehen:
- bei der Wechselwirkung des Sonnenwindes mit der Magnetosphäre eines Planeten, z. B. der Erde oder des Jupiter;
- bei der Wechselwirkung des Sonnenwindes mit der Koma eines Kometen;
- bei der Wechselwirkung von interstellarem Gas mit Sternwind (siehe Astrosphäre). Dies betrifft vor allem auch Schnellläufer (high-velocity stars), die sich mit hoher Geschwindigkeit durch das interstellare Medium bewegen. Beispiele hierfür sind Zeta Ophiuchi und Kappa Cassiopeiae.

### Planeten des Sonnensystems
Bugstoßwellen treten sowohl an den Planeten ohne eigenes Magnetfeld auf, wie Mars und Venus, als auch an solchen mit eigenem Magnetfeld, wie Erde, Jupiter oder Saturn.
Am besten untersucht ist die Bugstoßwelle vor der Erde, wo der Sonnenwind auf die Magnetopause trifft. Die Bugstoßwelle der Erde ist etwa 17 Kilometer dick und befindet sich etwa 90.000 Kilometer vom Planeten entfernt.